# Fykobiliny

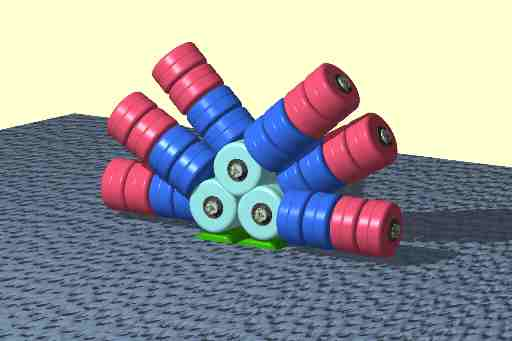
Fykobilizom obsahuje přídatné fotosyntetické pigmenty: na obrázku světle modře allofykocyanin, tmavě modře fykocyanin a červeně fykoerythrin. Tyto pigmenty se uplatňují mimo jiné při jevu zvaném chromatická adaptace

Fykobiliny jsou fotosyntetická barviva sloužící jako přenašeči světelné energie ke chlorofylu a. Vyskytují se zejména u zástupců sinic, skrytěnek, rozsivek, hnědých řas, ruduch a krásnooček. Fykobiliny tvoří na povrchu thylakoidů jisté anténové struktury nazývané fykobilizomy. Do této skupiny fotosyntetických pigmentů patří:
- Fykocyanin (modrý)
- Fykoerythrin (červený)
- Allofykocyanin (modrý a spíše vzácnější[1])

## Vlastnosti
Fykobiliny jsou obecně barviva podobná svou stavbou žlučovým barvivům vznikajícím u živočichů rozkladem hemu. Mají totiž také tetrapyrrolovou strukturu, ta je ale lineární. Na rozdíl od např. hemoglobinu, krevního barviva obratlovců, na tomto tetrapyrolu není přítomen žádný atom kovu; tvoří však komplexy s proteiny, které se tedy označují jako fykobiliproteiny.